# Nutzungsuntersagung
Eine Nutzungsuntersagung ist ein von einer deutschen Behörde erlassener Verwaltungsakt, mit dem die Nutzung eines Rechts ausnahmsweise untersagt wird, wenn das Recht nicht komplett entzogen werden kann.

## Fahrerlaubnis
Nutzungsuntersagung ist die untechnische Bezeichnung für eine Ordnungsverfügung einer Fahrerlaubnisbehörde, mit der das Verbot ausgesprochen wird, von einer ausländischen Fahrerlaubnis in Deutschland Gebrauch zu machen. Dieses Verbot wird in der Regel mit der Anordnung der sofortigen Vollziehung erlassen und entspricht einer Entziehung der Fahrerlaubnis (vgl. Führerscheintourismus). Diese Nutzungsuntersagung ist grundsätzlich mit der Rechtsprechung des Bundesverwaltungsgerichts zulässig.
Eine Nutzungsuntersagung darf allerdings nicht verwechselt werden mit einem Fahrverbot, weil bei einem Fahrverbot der Führerschein nur für 1 bis 3 Monate in amtlicher Verwahrung gegeben wird und der Bestand der Fahrerlaubnis davon nicht betroffen wird. Zudem verbietet das Fahrverbot die Teilnahme mit allen Kraftfahrzeugen am öffentlichen Straßenverkehr, während sich eine Nutzungsuntersagung lediglich auf diejenigen Fahrerlaubnisklassen beziehen kann, die im Führerschein ausgewiesen sind.
Auch darf die Nutzungsuntersagung nicht mit einer Sperre für die Wiedererteilung einer Fahrerlaubnis verwechselt werden, weil die Nutzungsuntersagung im Gegensatz zur Sperre zeitlich nicht beschränkt ist, und die Verhängung einer Führerscheinsperre nur durch ein Strafgericht erfolgt, während die Nutzungsuntersagung oft von der Fahrlaubnisbehörde angeordnet wird. Allerdings ist zu beachten, dass auch die – zulässige – Entziehung einer ausländischen Fahrerlaubnis durch ein Strafgericht die Wirkung einer Nutzungsuntersagung für das Inland hat.
Eine Nutzungsuntersagung wird bei einer bestehenden ausländischen Fahrerlaubnis von der Fahrerlaubnisbehörde mit Eignungszweifeln begründet, die sich auf diejenigen Tatsachen beziehen, die seinerzeit zum Entzug der deutschen Fahrerlaubnis geführt haben, oder aber auch nachträglich nach Erteilung der ausländischen Fahrerlaubnis neu aufgetreten sein können. Ein Fahrer gilt als ungeeignet, wenn er sich weigert, in einer von der Fahrerlaubnisbehörde festgesetzten Frist von meistens 2 Monaten, ein positives Gutachten vorzulegen. Das gilt aber nur, wenn das Gutachten zu Recht gefordert wurde. In der Regel wird eine Medizinisch-Psychologische Untersuchung (MPU) einer amtlich anerkannten deutschen Begutachtungsstelle gefordert. Die Frist ist aber oft zu kurz, wenn der Betroffene sich nicht schon vorher vorbereitet hatte. Bei einer vermuteten Drogen- bzw. Alkoholsucht ist oft der Nachweis eines suchtfreien Zeitraums von 6 bis 12 Monaten für eine positive MPU unbedingt erforderlich.
Dabei darf die Fahrerlaubnisbehörde bei einer bestehenden Fahrerlaubnis Eignungszweifel nur heranziehen, die sich nach der Erteilung der Fahrerlaubnis, aber längstens 15 Jahre vorher, ergeben haben. Jedenfalls sieht das so der Europäische Gerichtshof (EuGH) in Luxemburg und die EU-Kommission in Brüssel, weil jede Europäische Fahrerlaubnisbehörde nur eine Fahrerlaubnis als hoheitlichen Akt erteilen darf, wenn zu diesem Zeitpunkt keine Eignungszweifel bestehen.
Eine deutsche Behörde zweifelt also mit einer Nutzungsuntersagung den hoheitlichen Akt einer Erteilung der Fahrerlaubnis einer ausländischen Fahrerlaubnisbehörde an, wenn es sich nur um alte Eignungszweifel handelt, die vor der Erteilung der neuen Fahrerlaubnis lagen. Begründung: Bei fortwirkenden Eignungszweifeln kann die ausländische Erteilung nach deutscher Auffassung nur fehlerhaft sein. Wird eine behördliche Anfrage vom Ausstellerland nicht beantwortet, wird aufgrund der weiter bestehenden Eignungszweifel grundsätzlich gegen den Betroffenen entschieden.

## Baugenehmigung
Die öffentlich-rechtlichen Vorschriften über die Zulässigkeit von baulichen Anlagen beziehen sich immer auch auf geplante spätere Nutzung. Bei Verstößen und Änderungen können die Behörden durch eine Nutzungsuntersagung reagieren.
Die Verstöße können in der Abänderung einer bisher erlaubten Nutzung liegen, z. B. gewerbliche Nutzung eines bisher zu Wohnzwecken genutzten Objektes. Sie können aber auch durch die erstmalige rechtswidrige Nutzung eines unbebauten Grundstücks gegeben sein, wenn z. B. ein brachliegendes Grundstück als Parkplatz genutzt wird.
Dies ist in den Ländern unterschiedlich geregelt, so z. B. in Baden-Württemberg ausdrücklich in § 65 Abs. 1 Satz 2 LBO.